# 埃尔津 (图瓦共和国)
50°15′22″N 95°09′37″E / 50.25611°N 95.16028°E
埃尔津（俄语：Эрзин）是俄罗斯图瓦共和国的一个村庄及埃尔津区的行政中心，人口3,191（2010年）。

## 交通
该村通过R257公路与共和国首都克孜勒相连。